# Archidiocèse de Castries
L'archidiocèse de Castries est une circonscription ecclésiastique de l’Église catholique romaine dans les Caraïbes, avec siège à Castries, dans l’île de Sainte-Lucie. Créé en 1956, le diocèse est devenu archidiocèse métropolitain en 1974, dont le territoire coïncide avec l’île et état indépendant de Sainte-Lucie.
L’archidiocèse de Castries est métropolitain. Ses diocèses suffragants sont Kingstown (Saint-Vincent-et-les-Grenadines), Roseau  (Dominique), Saint-Georges (île de Grenade) et Saint John's-Basseterre (Antigua-et-Barbuda). L’archevêque de Castries est membre de la Conférence épiscopale des Antilles.

## Historique
Le diocèse a été érigé le 20 février 1956 par la bulle Ecclesia Crescit du pape Pie XII, son territoire fut détaché de l'archidiocèse de Port-d'Espagne. Le 18 novembre 1974, il a été élevé au rang d'archidiocèse métropolitain par la bulle Quoniam voluntas Dei du pape Paul VI.
L'actuel archevêque est Gabriel Malzaire et la cathédrale est la basilique-cathédrale de l'Immaculée-Conception, une basilique mineure située à Derek Walcott Square, à Castries. On trouve aussi sur le territoire du diocèse le sanctuaire Sainte-Lucie de Micoud, souvent qualifié de « sanctuaire national ».

## Supérieurs ecclésiastiques

### Évêque de Castries
- Charles Alphonse H.J. Gachet, F.M.I. (14 janvier 1957 – 18 novembre 1974)

### Archevêques de Castries
- Patrick Webster O.S.B. (18 novembre 1974 – 10 mai 1979)
- Kelvin Edward Felix (17 juillet 1981 – 15 février 2008)
- Robert Rivas O.P. (15 février 2008 - 11 février 2022)
- Gabriel Malzaire (11 février 2022 - en cours)

## Suffragants
L'archidiocèse est métropolitain de quatre diocèses.
| Diocèse                             | Évêque                                          | Territoire                                                                                  |
| ----------------------------------- | ----------------------------------------------- | ------------------------------------------------------------------------------------------- |
| Diocèse de Kingstown                | Sede vacante                                    | Saint-Vincent-et-les-Grenadines                                                             |
| Diocèse de Roseau                   | Gabriel Malzaire                                | Dominique                                                                                   |
| Diocèse de Saint-Georges en Grenade | Vincent Darius, O.P. ; Sydney Charles (émérite) | Grenade                                                                                     |
| Diocèse de Saint John's-Basseterre  | Sede vacante ; Joseph Bowers, S.V.D. (émérite)  | Antigua-et-Barbuda Saint-Christophe-et-Niévès Montserrat Anguilla Îles Vierges britanniques |